# تينو بست
تينو بست (26 أغسطس 1981 في باربادوس - ) (بالإنجليزية: Tino Best) هو لاعب كريكت باربادوسي. شارك مع منتخب الهند الغربية للكريكت ومنتخب باربادوس الوطني للكريكت. أما مع النوادي، فقد لعب مع نادي مقاطعة هامبشاير للكريكت ‏ ونادي مقاطعة يوركشاير للكريكت ‏.

## وصلات خارجية
- تينو بست على موقع إي آس بي آن كريك إنفو (الإنجليزية)